# الک ران هایتس (آیووا)
الک ران هایتس (به انگلیسی: Elk Run Heights) شهری در ایالت آیووا کشور ایالات متحده آمریکا است که جمعیت آن در سرشماری سال ۲۰۱۰ میلادی، ۱٬۱۱۷ نفر بوده‌است.